# کالامیتس
کالامیتس (نام علمی: Calamites) نام یک سرده از رده رده دم‌اسبی است.
زمانی فقط سنگواره‌های ساقه‌ی این گیاه را کالامیتس می‌نامیدند، اما حالا این نام را برای کلّ این گیاه به‌کار می‌برند. کالامیتس درختی تناور و پرپشت بود که در باتلاق‌های کربنیفری می‌رویید. این گیاه ظاهر معمولِ دم‌اسبی‌ها را داشت و ساقه‌ی شیاردارش چندین بند داشت و شاخه‌ها و برگ‌هایش در پیچه‌هایی حلقه‌ای چیده شده بودند. ارتفاع گیاه بالغ گاهی به ۲۰ متر و قطر ساقه‌اش به بیشتر از ۶۰ سانتی‌متر می‌رسید.